# 顧徵
顧徵（英語：Matthias Gu Zheng；1937年—；聖名：瑪第亞），是天主教中國籍主教及耶穌會會士，未獲中國政府承認。現任青海省西寧監牧區宗座監牧。

## 生平
顧徵出生於1937年的中華民國上海，年輕時加入耶穌會。1949年10月1日，中國共產黨在中國大陸地區建立中華人民共和國，並開始針對天主教進行宗教迫害及打壓，教會已經無法正常功能。1955年，中共政府對上海教區採取鎮壓行動，以反革命罪捕捉顧徵修士與范忠良神父等180多名神職人員、修道人員和教友。顧徵修士被判處有期徒刑五年，並被押送黑龍江省的農場勞改，直至1957年。
1958年3月回到上海後，又因參加天主教青年學習班，再次以反革命罪第二次被捕及判處有期徒刑五年。1960年3月，被押送往青海省勞改。
直到1980年代初隨著改革開放，顧徵獲得有限自由， 並在青海省會西寧遇見范忠良神父及耶穌會的王楚華等10數位神父。
1982年，顧徵在45歲時晉鐸。1991年，接受獻縣教區主教李振榮秘密晉牧，並成為青海省西寧監牧區宗座監牧，後得到時任教宗若望保祿二世認可。
直至1990年代末期，由於西寧監牧區內的神職人員對於是否加入由中國政府控制的愛國會存在爭議。為了維護教會合一和與神職人員間的共融，顧徵主教聽從范忠良主教的命令返回上海，並由范主教接濟，安排其工作及生活。不過，期間仍遭公安以沒有戶口及「非法傳教」為由，兩度拘留顧主教。
2014年3月16日，范主教在上海離世。基於上海教區情況複雜，顧主教在華東一個修女團體中擔任神師，但仍受到政府監視，與外界鮮少接觸，包括顧主教所屬的耶穌會。